# Верін-Арташат
Верін-Арташат (вірм. Վերին Արտաշատ) — село в марзі Арарат, у центрі Вірменії. Село розташоване за 6 км на північний схід від міста Арташата, за 4 км на північний схід від села Востан, за 2 км на схід від села Бердік, за 1 км на південний захід від села Норашен, за 4 км на північ від села Айгепат, за 5 км на північ від села Айгезард, за 4 км на північний захід від села Кахцрашен.